# Giuseppe Medici

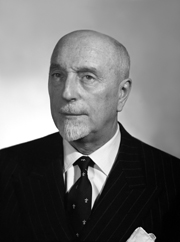
Giuseppe Medici (1963)

Giuseppe Medici (* 24. Oktober 1907 in Sassuolo; † 21. August 2000 in Modena) war ein italienischer Politiker.
Medici war für die Democrazia Cristiana zweimal Außenminister, so 1968 in der Nachfolge von Amintore Fanfani und von 1972 bis 1973 in der Nachfolge von Aldo Moro. Er übte außerdem mehrere weitere Ministerposten aus, unter anderem den des Landwirtschafts- und den des Bildungsministers. Seit 1948 war er überdies Senator.